# Oppido Mamertina
Oppido Mamertina és un comune (municipi) de la Ciutat metropolitana de Reggio de Calàbria, a la regió italiana de Calàbria, situat a uns 62 km al sud-oest de Catanzaro i a uns 120 km al sud-oest de Reggio de Calàbria. A 1 de gener de 2019 la seva població era de 5.204 habitants.
Oppido Mamertina limita amb els municipis següents: Platì, Rizziconi, San Procopio, Santa Cristina d'Aspromonte, Sinopoli, Taurianova, Cosoleto, Seminara i Varapodio.